# MINI
Mini (estilizado como MINI) es una marca de la industria automotriz de origen inglés fundada en 1969 por British Leyland Motor Corporation con sede Oxford. Desde 2000 es propiedad del grupo alemán BMW, utilizada para fabricar una gama de automóviles pequeños ensamblados en Inglaterra y Países Bajos. La palabra «Mini» se ha utilizado en los nombres de modelos de coches desde 1959 y en 1969 se convirtió en una marca por derecho propio, cuando dicho nombre reemplazó a los utilizados en modelos de automóviles por separado "Austin Mini" y "Morris Mini". BMW adquirió la marca en 1994 cuando compró Grupo Rover, anteriormente British Leyland, propietaria de Mini, entre otras marcas.

## Antecedentes
El modelo más representativo es un automóvil del segmento B producido desde 2000 por BMW. Su diseño retro creado por el diseñador estadounidense Frank Stephenson está inspirado en el Mini original, que fue lanzado al mercado en 1959 por el fabricante británico British Motor Corporation. El nuevo MINI no se vende bajo la marca Mini, sino de manera independiente junto con el Mini Countryman, fabricado en Oxford, Inglaterra. El prototipo fue presentado al público en el Salón del Automóvil de París de 1999.
A lo largo de su historia, los propietarios del fabricante han sido British Motor Corporation de 1959 a 1968, British Leyland de 1968 a 1986, Grupo Rover de 1986 a 2000 y, desde entonces, de BMW.[cita requerida]

## Carrocerías

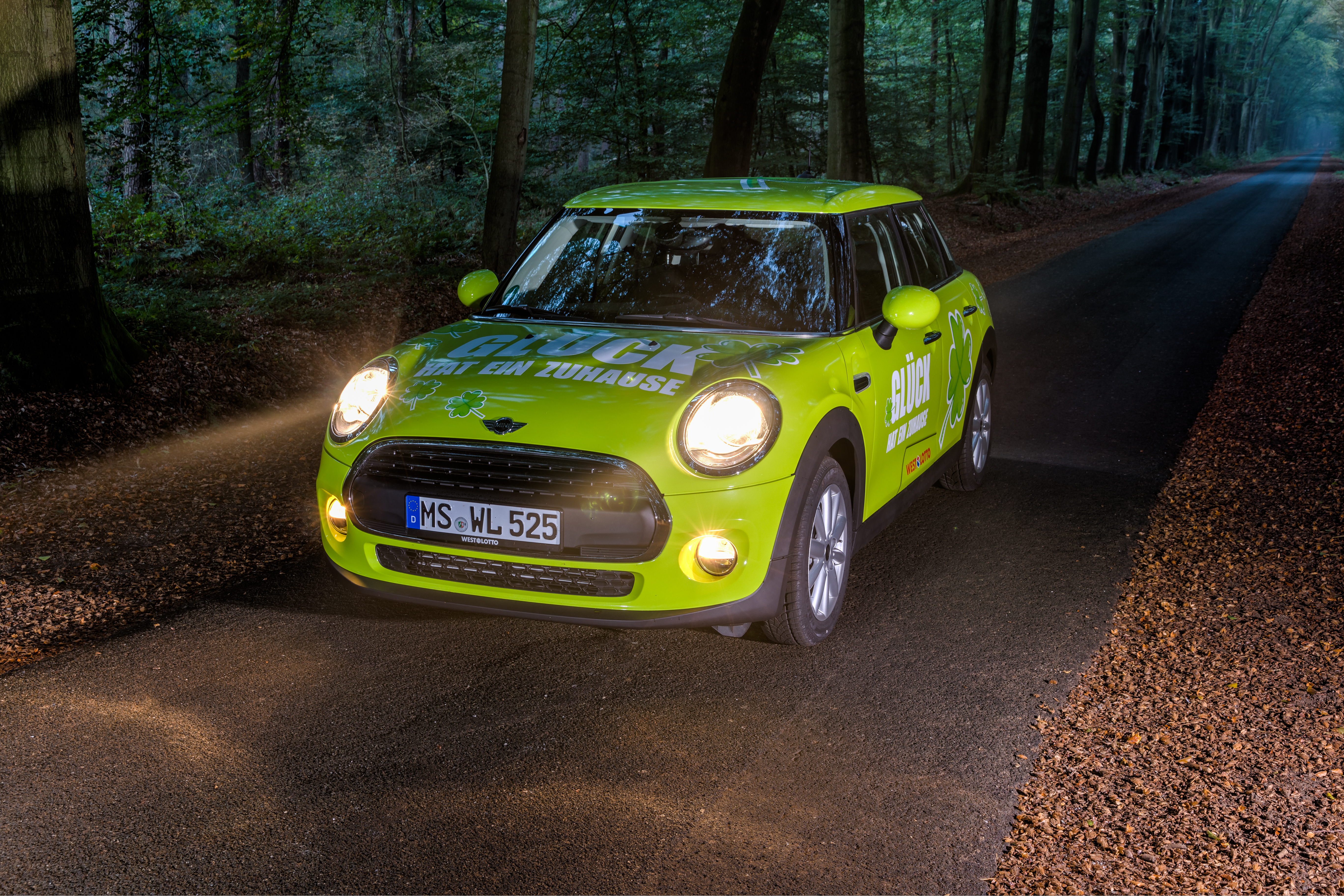
En un camino rural de la aldea Börnste, Kirchspiel, Dülmen, Renania del Norte-Westfalia, Alemania.

El MINI se comenzó a fabricar con carrocerías hatchback de tres puertas y descapotable de dos puertas, ambas de cuatro plazas. A diferencia del Mini original, el hatchback actual tiene un portón trasero tradicional, que se abre hacia arriba e incluye a la luneta trasera.
El rediseño del MINI fue presentado al público en noviembre de 2006, lo que además de cambios estéticos significó un recambio de todos los motores y mejoras en la seguridad pasiva. Mientras que la línea previa recibió 25 puntos y 4 estrellas en la prueba de protección a adultos en choques de EuroNCAP, la gama nueva fue otorgada con 33 puntos y 5 estrellas, actualmente el segundo turismo más corto en recibir estas últimas después del llamado Fiat 500.
Una variante familiar fue vista como prototipo en el Salón del Automóvil de Fráncfort ("MINI Concept Frankfurt"), en el Salón del Automóvil de Tokio ("MINI Concept Tokyo") de 2006, en el Salón del Automóvil de Detroit de 2007 ("MINI Concept Detroit"); y luego fue presentada oficialmente en el Salón de Fráncfort de 2007 con el nombre "MINI Clubman" y puesta a la venta ese año. Es un cinco plazas que tiene una puerta lateral del lado izquierdo y dos en el lado derecho, tanto en las unidades con volante a la izquierda como a la derecha; y el portón trasero es de dos hojas de apertura pivotante, como en una furgoneta.

## Mecánica

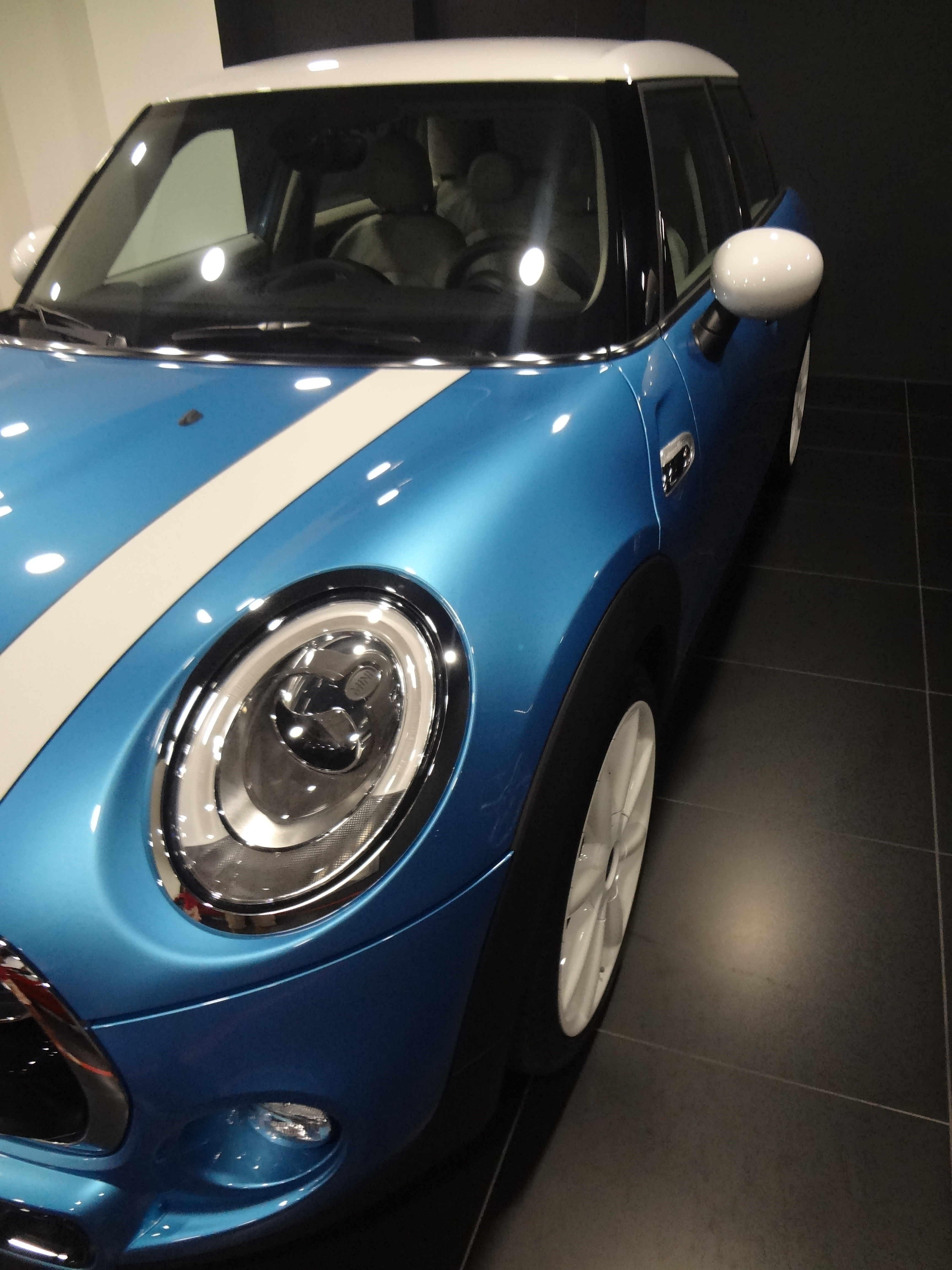
Mini Cooper.

Al igual que el Mini original, este tiene motor delantero montado transversalmente de cuatro cilindros en línea y tracción delantera. Según la motorización y el año, existe con transmisión manual de cinco o seis velocidades o automática de seis velocidades.
La primera generación (R50/52/53) utiliza el motor de gasolina Tritec, denominación interna del Pentagon de origen Chrysler fabricado en Brasil, con cuatro válvulas por cilindro y árbol de levas accionado por cadena, en variantes de aspiración natural con una potencia máxima de 90 CV (89 HP; 66 kW) en el MINI One; y con 115 CV (113 HP; 85 kW) en el MINI Cooper; y sobrealimentado vía compresor volumétrico tipo Roots con 163 CV (161 HP; 120 kW) en el MINI Cooper S, con 170 CV (168 HP; 125 kW) desde 2004. En Portugal y Grecia, el MINI One tenía una cilindrada reducida a 1.4 litros con una potencia máxima de 75 CV (55 kW), para recibir beneficios fiscales. El MINI One D Diésel era de 1.4 litros con inyección directa common-rail de origen Toyota ND, inicialmente con turbocompresor de geometría fija que desarrollaba 75 CV (55 kW); y luego con uno de geometría variable que aumentaba a 88 CV (65 kW).
La segunda generación se divide en dos plataformas distintas: por un lado, los R56/57 o mini-hatch; y por otra los R60/61 o mini-SUV. Tras la ruptura de la empresa conjunta entre las antiguas Rover y DaimlerChrysler AG, las unidades de gasolina fueran sustituidas por la nueva familia Prince, desarrollada en conjunto por BMW y el Groupe PSA Peugeot-Citroën, siempre con cuatro válvulas por cilindro y distribución de válvulas variable, accionadas por cadena. El "MINI One" incorpora un cuatro cilindros de 1.4 litros con inyección indirecta de 75 a 95 CV (55 a 70 kW). Los "MINI Cooper" y "MINI Cooper S" tienen un 1.6 litros, el primero con inyección indirecta que desarrolla 120 CV (118 HP; 88 kW); y el segundo de inyección directa turbo con 184 CV (181 HP; 135 kW). Las versiones Diésel eran distintas para los Mini R56 One y Cooper de producción británica, utilizaban el PSA/Ford Motor PSA DV de 1.6 litros de inyección directa common-rail, turbodiésel con intercooler de cuatro válvulas por cilindro; y los Mini R60/R61 Countryman/Paceman fabricados en la planta Magna Steyr de Austria, que utilizaban el cuatro cilindros BMW N47 de 1598 a 1995 cm³ (1,6 a 2 L) (97,5 a 121,7 plg³), con potencias de 90 a 140 CV (89 a 138 HP) (66 a 103 kW).
La tercera generación también utiliza dos plataformas distintas para los Mini-hatch (F55/56/57) y Mini-SUV (F60). En este caso, los motores de origen BMW se unifican, pasando todos los térmicos a ser turboalimentados. Las versiones de gasolina son el tres cilindros en línea BMW B38 de 1.2 o 1.5 litros turbo; y el cuatro cilindros BMW B48 turbo de 2.0 litros. Las versiones Diésel eran los tres cilindros BMW B37 turbo de 1.5 litros; y el cuatro cilindros BMW B47 turbo 2.0 litros. Paralelamente, aparece por primera vez un Mini Cooper SE eléctrico con un motor asíncrono de 135 kW (184 CV; 181 HP). A diferencia de la generación anterior, los Mini One/Cooper (F55/56/57) comparten motorizaciones con los Countryman (F60).

#### Problemas conocidos
Las unidades Tritec, compartidos con modelos de Stellantis como el Chrysler PT Cruiser o el Fiat 500X, son reconocidos por su robustez, aunque adolecen de consumos relativamente altos y en algunas unidades desgaste prematuro de segmentación y de asientos de válvulas, que generan consumo elevado de aceite.
La familia Prince, compartida con muchos modelos de PSA previos a su sustitución por la gama Puretech, es propensa a la rotura de la cadena de distribución. Se han reportado numerosos casos de este tipo provocados por el destensado y/o desplazamiento de las poleas sobre su eje. También son comunes fallos relacionados con la bomba de combustible.
Igualmente, los N47 Diésel de los Mini R60/61 son propensos a rotura de cadena de distribución provocada por un defecto en los tensores.

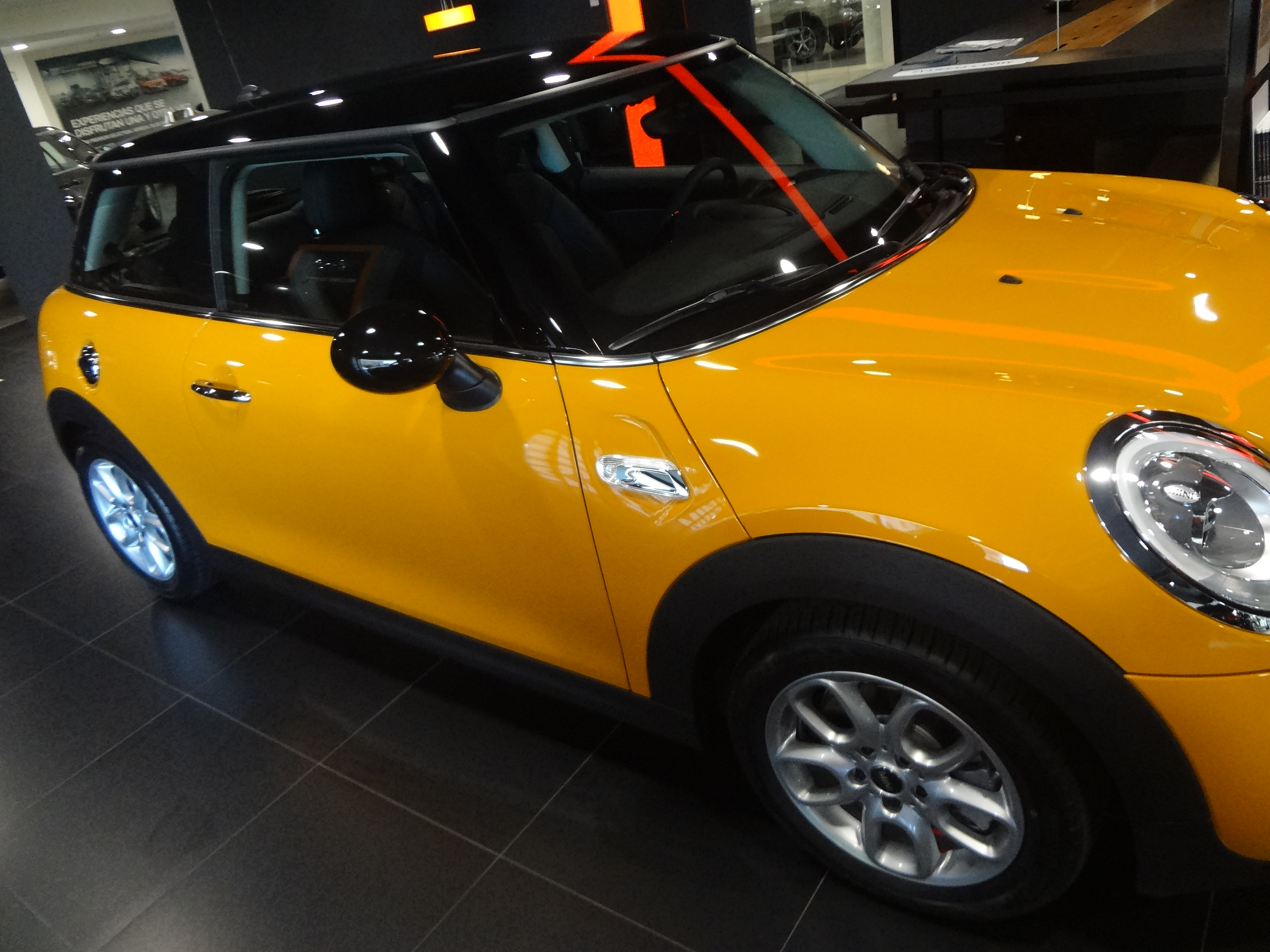
Mini Cooper en Madrid.
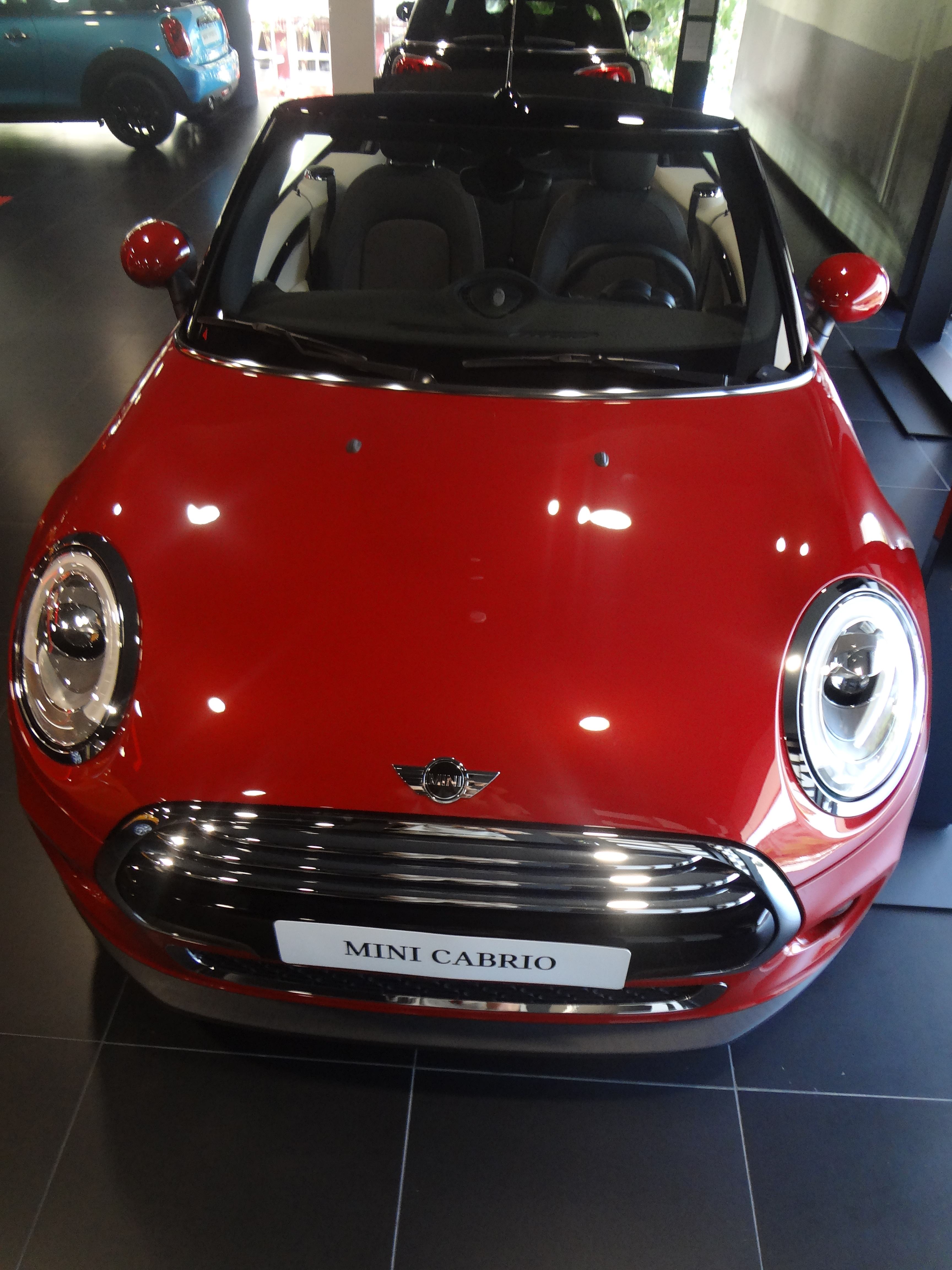
Cabrio (F57) en 2016 en Madrid.
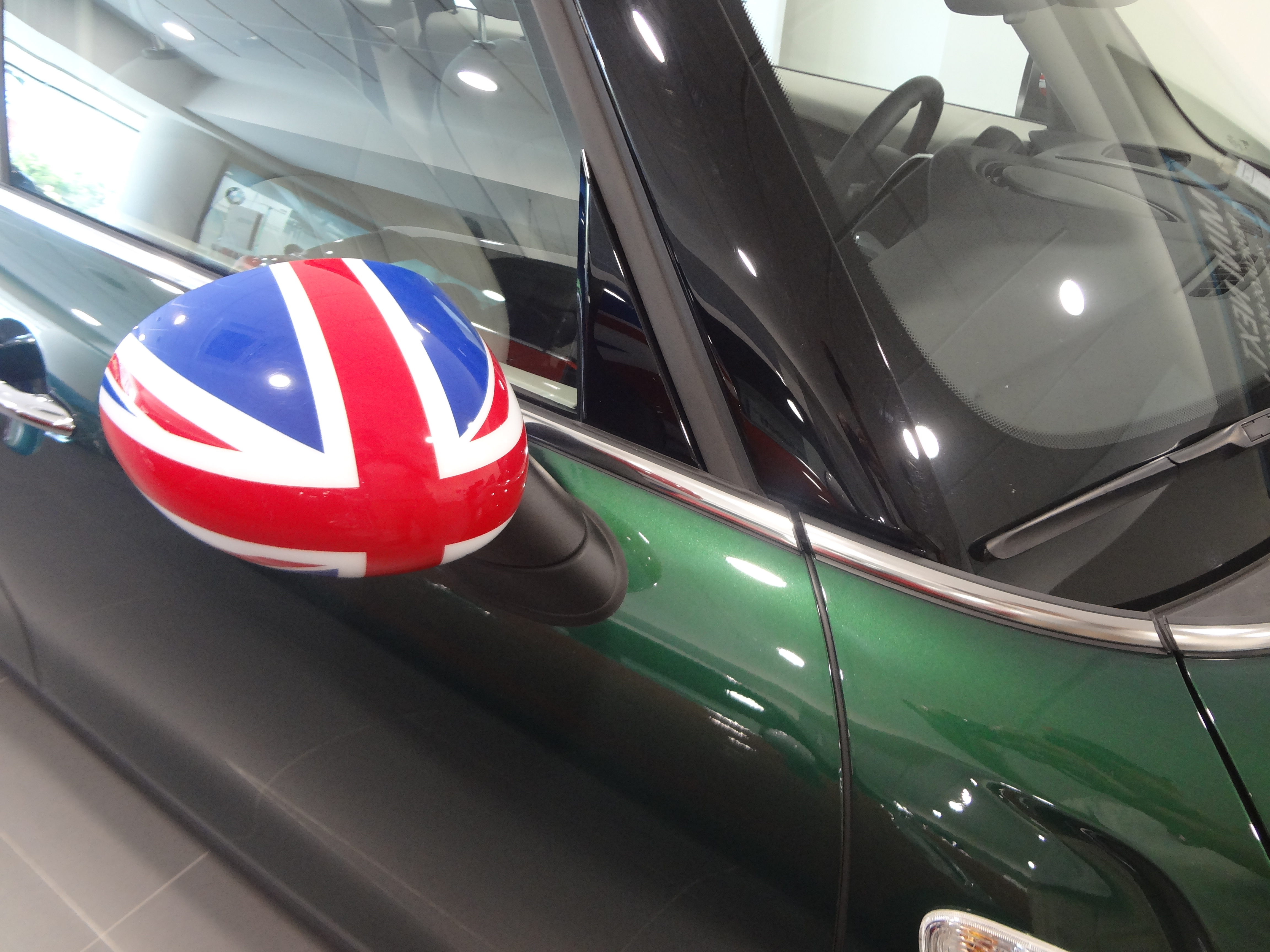
Espejo retrovisor con el "Union Jack" en Madrid en 2016.
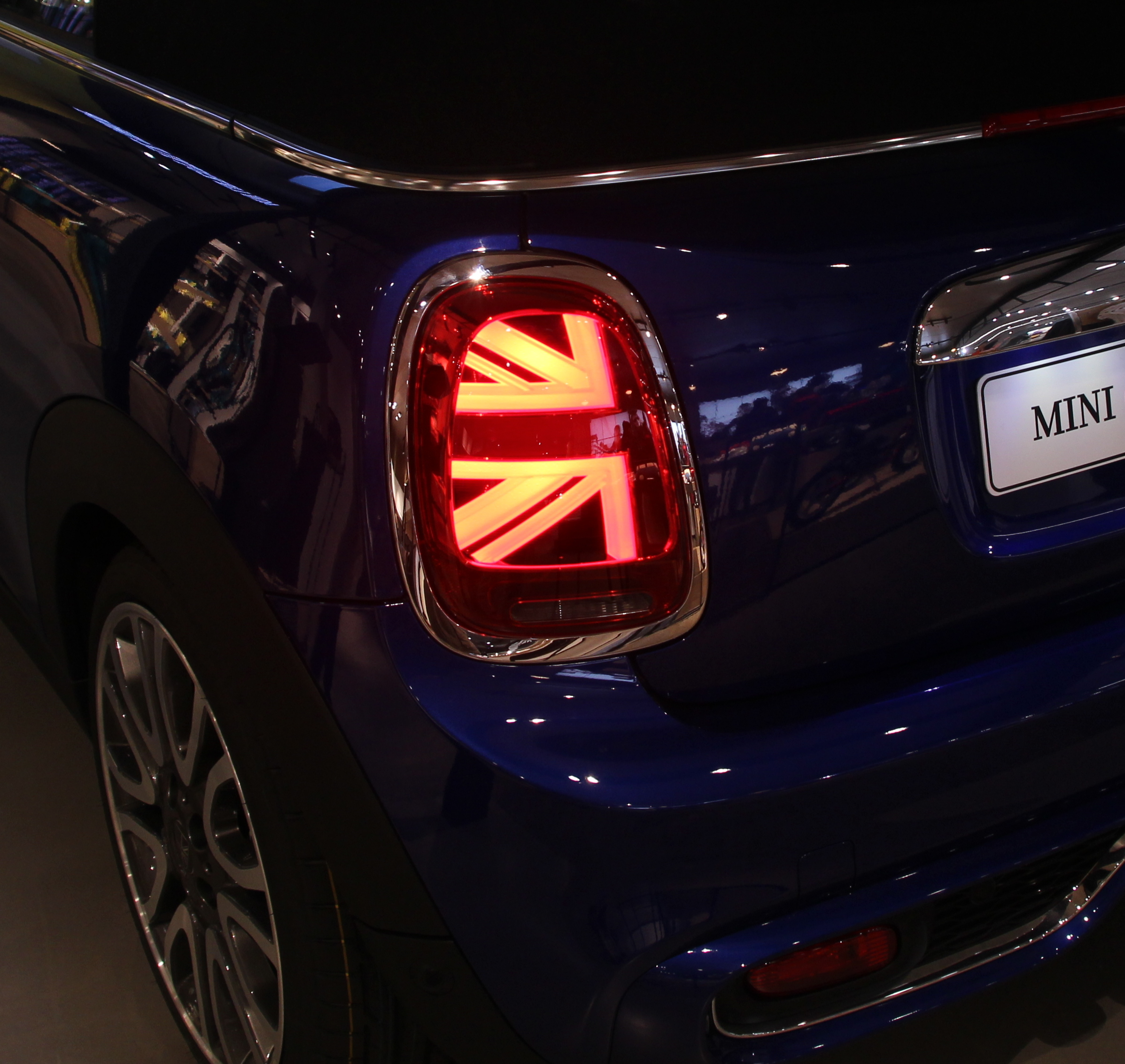
Calaveras con el "Union Jack" de un F57 de 2019.

## Cooper SE (eléctrico)

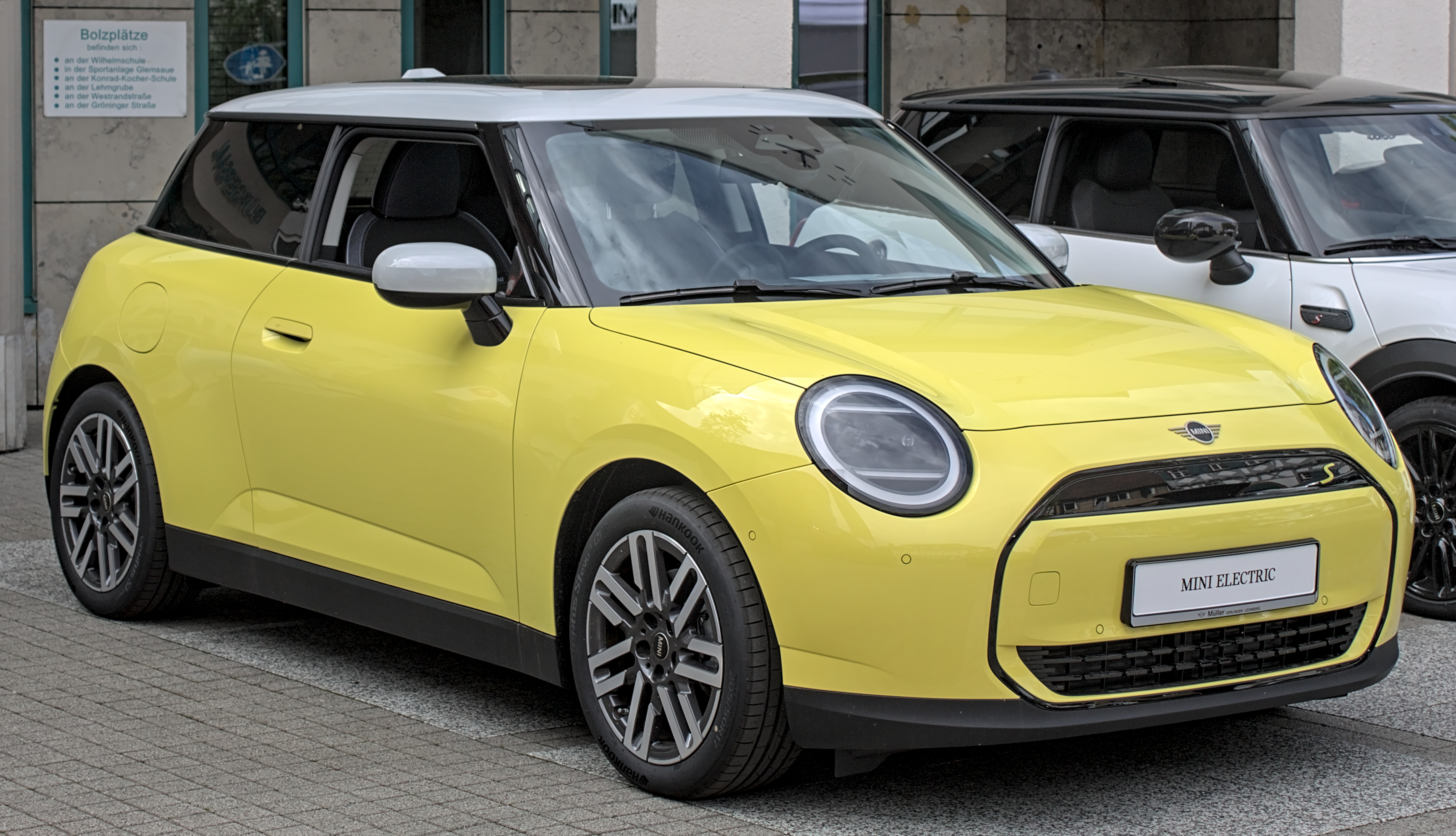
Mini Hatch Ditzingen Mobil.

Es la versión eléctrica, cuyas ventas comenzaron a principios de 2020. Tiene una batería de ion de litio de 32,6 kWh (117 MJ), que le proporciona una autonomía de 234 km (145 millas), según el ciclo WLTP. Dispone de cargador de baterías CCS Combo, capaz de acelerar de 0 a 100 km/h (0 a 62 mph) en 7.3 segundos y una velocidad máxima de 150 km/h (93 mph). Dispone de cuatro modos de manejo: Sport, Green, Green+ y MID.

## En competición

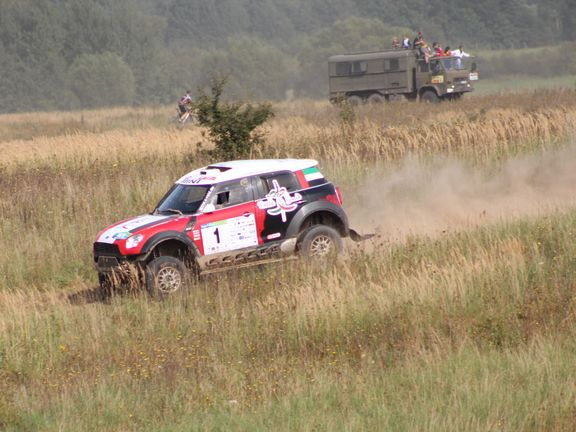
Khalifa Al Mutaiwei (piloto de Emiratos Árabes Unidos) con Andreas Schulz (copiloto alemán) en un Mini Countryman All4 Racing, Fazza X-Raid Team, compitiendo en la Baja Polonia de 2012.

El MINI ha obtenidos dos homologaciones para competir en pruebas de rally: el Mini John Cooper Works WRC, que es una versión World Rally Car, así como una versión Super 2000 preparada por John Cooper Works. Ambas versiones son muy similares y cuentan con un cuatro cilindros de 1.6 turbo y tracción en las cuatro ruedas, aunque con ciertas diferencias. La versión S2000 tiene una brida en el turbo que lo hace menos competitivo que el WRC.
MINI ha logrado mayores éxitos en el rally raid en el equipo y diseñador X-raid, obteniendo seis victorias en el Rally Dakar, la prueba más famosa de esa disciplina, consecutivamente entre 2012-2015 con el MINI ALL4 Racing; y en 2021-2022 con el MINI John Cooper Works Buggy.

## Críticas
El diseño de las luces intermitentes traseras, inspirado en la bandera británica, ha sido duramente criticado por confundir con flechas en el otro sentido de giro, lo que puede llevar a accidentes.

## Línea Temporal
| 1885                  | 1896                  | 1901                  | 1904                  | 1905                  | 1910                  | 1913                  | 1922                  | 1930                  | 1951                  | 1952                      | 1961                      | 1962                      | 1965                      | 1966                      | 1967                      | 1968                              | 1981                              | 1982               | 1985               | 1986             | 1987             | 1993             | 1999                            | 2000                            | 2005                                  | 2006                                  | 2010                                  | 2011                                  | Presente                              |
| --------------------- | --------------------- | --------------------- | --------------------- | --------------------- | --------------------- | --------------------- | --------------------- | --------------------- | --------------------- | ------------------------- | ------------------------- | ------------------------- | ------------------------- | ------------------------- | ------------------------- | --------------------------------- | --------------------------------- | ------------------ | ------------------ | ---------------- | ---------------- | ---------------- | ------------------------------- | ------------------------------- | ------------------------------------- | ------------------------------------- | ------------------------------------- | ------------------------------------- | ------------------------------------- |
| Triumph Motor Company | Triumph Motor Company | Triumph Motor Company | Triumph Motor Company | Triumph Motor Company | Triumph Motor Company | Triumph Motor Company | Triumph Motor Company | Triumph Motor Company | Triumph Motor Company | Triumph Motor Company     | Triumph Motor Company     | Leyland Motor Corporation | Leyland Motor Corporation | Leyland Motor Corporation | Leyland Motor Corporation | British Leyland Motor Corporation | British Leyland Motor Corporation | Austin Rover Group | Austin Rover Group | Rover Group plc  | Leyland DAF      | Leyland DAF      | LDV Group (Paccar)              | LDV Group (Paccar)              | Roewe - MG Motor - Maxus (SAIC Motor) | Roewe - MG Motor - Maxus (SAIC Motor) | Roewe - MG Motor - Maxus (SAIC Motor) | Roewe - MG Motor - Maxus (SAIC Motor) | Roewe - MG Motor - Maxus (SAIC Motor) |
|                       | Leyland Motor Ltd.    | Leyland Motor Ltd.    | Leyland Motor Ltd.    | Leyland Motor Ltd.    | Leyland Motor Ltd.    | Leyland Motor Ltd.    | Leyland Motor Ltd.    | Leyland Motor Ltd.    | Leyland Motor Ltd.    | Leyland Motor Ltd.        | Leyland Motor Ltd.        | Leyland Motor Corporation | Leyland Motor Corporation | Leyland Motor Corporation | Leyland Motor Corporation | British Leyland Motor Corporation | British Leyland Motor Corporation | Austin Rover Group | Austin Rover Group | Rover Group plc  | Rover Group plc  | Rover Group plc  | MG Rover Group                  | MG Rover Group                  | Roewe - MG Motor - Maxus (SAIC Motor) | Roewe - MG Motor - Maxus (SAIC Motor) | Roewe - MG Motor - Maxus (SAIC Motor) | Roewe - MG Motor - Maxus (SAIC Motor) | Roewe - MG Motor - Maxus (SAIC Motor) |
|                       |                       | Rover Company         |                       |                       |                       |                       |                       |                       |                       |                           |                           | Leyland Motor Corporation | Leyland Motor Corporation | Leyland Motor Corporation | Leyland Motor Corporation | British Leyland Motor Corporation | British Leyland Motor Corporation | Austin Rover Group | Austin Rover Group | Rover Group plc  | Rover Group plc  | Rover Group plc  | MG Rover Group                  | MG Rover Group                  | Roewe - MG Motor - Maxus (SAIC Motor) | Roewe - MG Motor - Maxus (SAIC Motor) | Roewe - MG Motor - Maxus (SAIC Motor) | Roewe - MG Motor - Maxus (SAIC Motor) | Roewe - MG Motor - Maxus (SAIC Motor) |
|                       | Riley Motors          | Riley Motors          | Riley Motors          | Riley Motors          | Riley Motors          | Riley Motors          | Riley Motors          | Riley Motors          | Riley Motors          | British Motor Corporation | British Motor Corporation | British Motor Corporation | British Motor Corporation | British Motor Holdings    | British Motor Holdings    | British Leyland Motor Corporation | British Leyland Motor Corporation | Austin Rover Group | Austin Rover Group | Rover Group plc  | Rover Group plc  | Rover Group plc  | MG Rover Group                  | MG Rover Group                  | Roewe - MG Motor - Maxus (SAIC Motor) | Roewe - MG Motor - Maxus (SAIC Motor) | Roewe - MG Motor - Maxus (SAIC Motor) | Roewe - MG Motor - Maxus (SAIC Motor) | Roewe - MG Motor - Maxus (SAIC Motor) |
|                       |                       | Wolseley Motors       |                       |                       |                       |                       |                       |                       |                       | British Motor Corporation | British Motor Corporation | British Motor Corporation | British Motor Corporation | British Motor Holdings    | British Motor Holdings    | British Leyland Motor Corporation | British Leyland Motor Corporation | Austin Rover Group | Austin Rover Group | Rover Group plc  | Rover Group plc  | Rover Group plc  | MG Rover Group                  | MG Rover Group                  | Roewe - MG Motor - Maxus (SAIC Motor) | Roewe - MG Motor - Maxus (SAIC Motor) | Roewe - MG Motor - Maxus (SAIC Motor) | Roewe - MG Motor - Maxus (SAIC Motor) | Roewe - MG Motor - Maxus (SAIC Motor) |
|                       |                       |                       | Austin Motor Company  |                       |                       |                       |                       |                       |                       | British Motor Corporation | British Motor Corporation | British Motor Corporation | British Motor Corporation | British Motor Holdings    | British Motor Holdings    | British Leyland Motor Corporation | British Leyland Motor Corporation | Austin Rover Group | Austin Rover Group | Rover Group plc  | Rover Group plc  | Rover Group plc  | MG Rover Group                  | MG Rover Group                  | Roewe - MG Motor - Maxus (SAIC Motor) | Roewe - MG Motor - Maxus (SAIC Motor) | Roewe - MG Motor - Maxus (SAIC Motor) | Roewe - MG Motor - Maxus (SAIC Motor) | Roewe - MG Motor - Maxus (SAIC Motor) |
|                       |                       |                       |                       | Morris Motors         | Morris Motors         | Morris Motors         | Morris Motors         | Morris Motors         | Morris Motors         | British Motor Corporation | British Motor Corporation | British Motor Corporation | British Motor Corporation | British Motor Holdings    | British Motor Holdings    | British Leyland Motor Corporation | British Leyland Motor Corporation | Austin Rover Group | Austin Rover Group | Rover Group plc  | Rover Group plc  | Rover Group plc  | MINI (BMW)                      | MINI (BMW)                      | MINI (BMW)                            | MINI (BMW)                            | MINI (BMW)                            | MINI (BMW)                            | MINI (BMW)                            |
|                       |                       |                       |                       |                       |                       |                       |                       | MG Cars               | MG Cars               | British Motor Corporation | British Motor Corporation | British Motor Corporation | British Motor Corporation | British Motor Holdings    | British Motor Holdings    | British Leyland Motor Corporation | British Leyland Motor Corporation | Austin Rover Group | Austin Rover Group | Rover Group plc  | Rover Group plc  | Rover Group plc  | Premier Automotive Group (Ford) | Premier Automotive Group (Ford) | Premier Automotive Group (Ford)       | Premier Automotive Group (Ford)       | Jaguar Land Rover (Tata Motors)       | Jaguar Land Rover (Tata Motors)       | Jaguar Land Rover (Tata Motors)       |
|                       |                       |                       |                       |                       | Jaguar Cars Ltd.      | Jaguar Cars Ltd.      | Jaguar Cars Ltd.      | Jaguar Cars Ltd.      | Jaguar Cars Ltd.      | Jaguar Cars Ltd.          | Jaguar Cars Ltd.          | Jaguar Cars Ltd.          | Jaguar Cars Ltd.          | British Motor Holdings    | British Motor Holdings    | British Leyland Motor Corporation | British Leyland Motor Corporation | Jaguar Cars Ltd.   | Jaguar Cars Ltd.   | Jaguar Cars Ltd. | Jaguar Cars Ltd. | Jaguar Cars Ltd. | Premier Automotive Group (Ford) | Premier Automotive Group (Ford) | Premier Automotive Group (Ford)       | Premier Automotive Group (Ford)       | Jaguar Land Rover (Tata Motors)       | Jaguar Land Rover (Tata Motors)       | Jaguar Land Rover (Tata Motors)       |
|                       |                       |                       |                       |                       | Aston Martin          | Aston Martin          | Aston Martin          | Aston Martin          | Aston Martin          | Aston Martin              | Aston Martin              | Aston Martin              | Aston Martin              | Aston Martin              | Aston Martin              | Aston Martin                      | Aston Martin                      | Aston Martin       | Aston Martin       | Aston Martin     | Aston Martin     | Aston Martin     | Premier Automotive Group (Ford) | Premier Automotive Group (Ford) | Premier Automotive Group (Ford)       | Premier Automotive Group (Ford)       | Aston Martin plc                      | Aston Martin plc                      | Aston Martin plc                      |